# Gabriel Albiac
Pour les articles homonymes, voir Albiac.
Gabriel Albiac Lópiz, né le 3 mai 1950 à Utiel (province de Valence), est un philosophe et écrivain espagnol.

## Biographie
Proche dans sa jeunesse de Louis Althusser dont il fut l'élève, Gabriel Albiac est professeur de philosophie à l'Université Complutense de Madrid depuis 1974. En 1988, il remporte le Prix national de littérature dans la catégorie essai avec son livre La Synagogue vide (traduit en français en 1994). Proche des idées communistes dans les années 1970 et 1980, Gabriel Albiac prend ses distances avec l'extrême gauche au début des années 1990 pour se rapprocher du libéralisme.
Il a participé à l'émission matinale de Federico Jiménez Losantos sur esRadio.
Après avoir écrit dans les quotidiens El País, Diario 16, El Mundo (dont il fut membre du conseil éditorial), La Razón et ABC, il écrit désormais dans le quotidien digital El Debate. 
Il a publié plusieurs études sur Spinoza et Pascal. Il est aussi un connaisseur de la vie et de l'œuvre de Machiavel. Admirateur de la culture juive, il est un fervent défenseur d'Israël.

## Œuvres

### Romans
- Ahora Rachel ha muerto, Madrid, Alfaguara, 1994.
- Últimas voluntades, Barcelona, Plaza y Janés, 1998. Édition Italienne: Ultime Volontà, Milano, Trancia Editore, 1998.
- Palacios de invierno, Barcelona, Seix Barral, 2003.
- Blues de invierno, ed. Confluencias, 2015.
- Dormir con vuestros ojos. Madrid, La Esfera de los Libros, 2021. Édition italienne: Il segreto Machiavelli, Roma, Newton Compton editori 2022.

### Essais
- Louis Althusser, cuestiones de leninismo, Madrid, Zero-Zyx, 1976.
- El debate sobre la dictadura del proletariado en el Partido Comunista francés, Madrid, Ediciones de la Torre, 1977.
- Al margen de "El Capital", 1977.
- Seis iniciativas comunistas, Madrid, Siglo XXI, 1977.
- Debate sobre el eurocomunismo, Madrid, Taller de Sociología, 1978.
- De la añoranza del poder o consolación de la filosofía, 1979.
- Pascal, Barcanova, 1981.
- La sinagoga vacía: un estudio de las fuentes marranas del spinozismo, Madrid, Hiperión, 1987. 2e édition augmentée, ed. Tecnos, 2013. Prix national de l'essai en 1988. Publié en français par les Presses universitaires de France sous le titre La Synagogue vide, 1994.
- Todos los héroes han muerto, 1989.
- Adversus socialistas, 1989.
- Léxico leninista o Pequeño Lenin de bolsillo, 1991.
- Prologue à Ernest Renan, Averroes y el averroísmo: ensayo histórico, Madrid, Hiperión, 1992.
- Mayo del 68, una educación sentimental, Temas de Hoy, 1993.
- Caja de muñecas: figuras de la concepción inmaculada, 1995.
- Blaise Pascal: pensamientos, préface de Gabriel Albiac, Espasa-Calpe, 1995.
- Desde la incertidumbre, Barcelona, Plaza y Janés, 2000.
- La muerte: metáforas, mitologías, símbolos, Barcelona, Paidós, 1996.
- Diccionario de adioses, Barcelona, Seix Barral, 2005.
- Contra los políticos, Barcelona, Temas de Hoy, 2007.
- Sumisiones voluntarias: la invención del sujeto político: de Maquiavelo a Spinoza. Madrid, Tecnos, 2011.  (ISBN 978-84-309-5223-6).
- Blaise Pascal. La máquina de buscar a Dios (Una antología). Madrid, Tecnos, 2013.  (ISBN 978-84-309-5923-5).

### Autres
- Una adopción en la India, Madrid, Espasa Calpe, 1997.
- Otros mundos, recueil d'articles publiés dans El Mundo, 2002.

### Poésie
- Rock and roll, Madrid, Hiperión, 1992